# Aptesis rufifemur
Aptesis rufifemur là một loài tò vò trong họ Ichneumonidae.